# Сада, Даниэль
Даниэль Сада (исп. Daniel Sada Villarreal, 25 февраля 1953, Мехикали — 18 ноября 2011, Мехико) — мексиканский писатель и поэт.

## Биография
Учился журналистике, работал в издательствах. Получал стипендии Национального института изящных искусств, Национального фонда культуры и искусства и др. Скончался от последствий диабета.

## Произведения

### Рассказы
- Un rato (UAM-I, 1985)
- Juguete de nadie y otras historias (Fondo de Cultura Económica, Letras Mexicanas, 1985)
- Registro de causantes (Joaquín Mortíz, 1990, премия Хавьера Вильяуррутии)
- Tres historias (UAM/Juan Pablos/CNCA/INBA/Cuadernos del Nigromante, 1991)
- Antología presentida (Conaculta, 1993)
- Todo y la recompensa, полное собрание рассказов (Debate, 2002)
- Ese modo que colma (Anagrama, 2010)

### Романы
- Yerma substancia (Ayuntamiento de Mexicali, 1979)
- Lampa vida (Premiá Editora, 1980)
- Albedrío (Leega Literaria, 1989, Tusquets, 2001)
- Una de dos (Alfaguara, 1994, Tusquets, 2002, фр. пер. 2002, экранизирован в 2002)
- Правда так похожа на ложь, что её никогда не узнаешь/Porque parece mentira la verdad nunca se sabe (Tusquets, 1999, Национальная премия по литературе; фр. пер. 2008).
- Luces artificiales (Joaquín Mortiz, 2002, экранизирован в 2007)
- Ritmo delta (Planeta Mexicana, 2005)
- La duración de los empeños simples (Joaquín Mortiz, 2006).
- Casi nunca (Anagrama, 2008, премия Эрральде; англ. пер. 2012).
- A la vista (Anagrama, 2011).
- El lenguaje del juego (Anagrama, 2012).

### Стихи
- Los lugares (UAM, La Rosa de los Vientos, 1977).
- El amor es cobrizo (Ediciones Sin Nombre, 2005; Posdata editores, 2012).
- Aquí (FCE, 2008).

## Наследие и признание
Незадолго до смерти писатель получил Национальную премию за достижения в науке и искусстве. Необарочная проза Сады и его вклад в латиноамериканскую словесность высоко оценены Роберто Боланьо, Хуаном Вильоро и др. крупными писателями.